# Jacques Bossis
Jacques Bossis (Jonzac, 22 dicembre 1952) è un ex ciclista su strada e pistard francese, professionista dal 1976 al 1985.
Si aggiudicò diverse classiche del panorama francese come il Grand Prix de Ouest-France, il Grand Prix de Fourmies e il Tour du Haut-Var. Al Tour de France vinse la classifica sprint nel 1978.

## Carriera
Passato professionista a metà agosto del 1976, vinse, a sorpresa, la sua prima gara fra i professionisti una decina di giorni dopo aggiudicandosi, il vettiquattro agosto, il Grand Prix de Ouest-France, riuscendo poi a ripetersi, la settimana seguente, anche in due frazioni del Tour du Limousin.
Nella stagione successiva prese parte al suo primo Tour de France, che tuttavia non completò perché giunto fuori tempo massimo nella diciassettesima tappa, una frazione di alta montagna che prevedeva il passaggio sul Colle della Madeleine e l'arrivo all'Alpe d'Huez. Al suo esordio nella Grande Boucle ottenne comunque due piazzamenti nei primi cinque di tappa: quinto nella sesta e quarto nella ottava. Ad agosto riuscì nuovamente a ben figurare nelle due corse che l'anno precedente gli avevano permesso di mettersi in mostra, infatti si aggiudicò nuovamente il Grand Prix de Ouest-France e chiuse in seconda posizione, dietro Bernard Hinault, al Tour du Limousin.
Nel 1978 sfiorò la vittoria al Tour de France nel corso della terza tappa, la Saint-Amand-les-Eaux-Saint-Germain-en-Laye, battuto in una volata a due dal tedesco Klaus-Peter Thaler. Bossis comunque non rimase a mani vuote, poiché conquistò la maglia gialla, simbolo del primato in classifica generale, tuttavia poté vestirla un solo giorno: nella frazione successiva, che prevedeva una cronosquadre da Évreux a Caen, dovette cederla proprio a Thaler. In questa edizione della corsa a tappe francese Bossis ebbe anche modo di vincere una speciale classifica, quella degli sprint intermedi.
Nel 1980 chiuse al settimo posto la Milano-Sanremo e si aggiudicò un'altra corsa del panorama francese, il Grand Prix de Fourmies. Il 1981 lo vide protagonista nella prima parte di stagione, soprattutto nelle classiche di primavera. Alla Milano-Sanremo, vinta da Alfons De Wolf, ottenne il podio, conquistando il gradino più basso nello sprint dei battuti, preceduto solo da Roger De Vlaeminck, mentre al Giro delle Fiandre fu quarto. Ottenne anche due podi in brevi corse a tappe, secondo nel Critérium International e terzo nella Quatre Jours de Dunkerque. In totale ottenne quattro affermazioni fra cui il Tour du Haut-Var.
Saranno quelli del 1981 gli ultimi successi da professionista per Bossis, di qui in avanti arriveranno solo piazzamenti, fra i quali possono ricordarsi il terzo posto nel Trofeo Baracchi, cronocoppie affrontata con Stephen Roche nel 1982, e il terzo posto alla Nizza-Alassio del 1984.

## Palmarès

### Strada
- 1973 (dilettanti)

Bordeaux-Saintes
- 1974 (dilettanti)

3ª tappa Tour Nivernais
- 1975 (dilettanti)

3ª tappa, 2ª semitappa Circuit de la Sarthe
1ª tappa Route de France
- 1976

Grand Prix de Ouest-France
Route Nivernaise
Prologo Tour du Limousin
3ª tappa Tour du Limousin
- 1977

Grand Prix de Ouest-France
- 1978

Circuit de l'Indre
Grand Prix Mauléon-Moulins
Prologo Tour de l'Oise
1ª tappa Tour du Limousin
- 1980

Grand Prix de Fourmies
2ª tappa, 2ª semitappa Tour de l'Armorique
- 1981

Tour du Haut-Var
Grand Prix de Peymeinade
5ª tappa, 1ª semitappa Quatre Jours de Dunkerque
1ª tappa, 2ª semitappa Tour de Corse

#### Altri successi
- 1978

Classifica sprint Tour de France
- 1980

Criterium di Nogent-sur-Oise
- 1981

Criterium di Plancoet

### Pista
- 1974

Campionati mondiali militari, Prova dell'inseguimento a squadre
- 1978

Campionati francesi, Prova dell'Inseguimento individuale

## Piazzamenti

### Grandi Giri
- Tour de France

1977: fuori tempo massimo (17ª tappa)
1978: 62º
1979: 60º
1980: 16º
1981: 63º
1983: 63º
- Vuelta a España

1985: ritirato

### Classiche monumento
- Milano-Sanremo

1979: 29º
1980: 7º
1981: 3º
1982: 58º
1985: 81º
- Giro delle Fiandre

1979: 27º
1981: 4º
- Parigi-Roubaix

1981: 34º
- Giro di Lombardia

1980: 15º
1982: 29º

### Competizioni mondiali
- Campionati del mondo

Yvoir 1975 - Cronosquadre Dilettanti: 13º
San Cristóbal 1977 - In linea: ?
Praga 1981 - In linea: 41º
- Giochi olimpici

Monaco di Baviera 1972 - Inseguimento a squadre: ?